# Формули на Френел
Формулите на Френел свързват амплитудите на пречупените и отразените светлинни, а и най-общо електромагнитни вълни, с амплитудата на вълната, падаща върху плоска граница между две среди с различни показатели на пречупване. Изведени са от френския физик Огюстен Френел, който първи установява вълновата природа на светлината. Отражението, описвано с формулите на Френел, се нарича отражение на Френел.

## Предварителна информация
При падане на лъч светлина върху плоска граница между две среди се разграничават две поляризации на светлината:
1) S-поляризация – векторът на интензитета на електрическото поле на електромагнитната вълна е перпендикулярен на равнината на падане (т.е. равнината, в която лежат както падащият, така и отразеният лъч);
2) P-поляризация – векторът на интензитета на електрическото поле лежи в равнината на падане.
Формулите на Френел за случаите на s-поляризация и p-поляризация са различни.
Нека {\displaystyle E_{i}}, {\displaystyle E_{r}}, {\displaystyle E_{t}} са комплексните амплитуди съответно на падащата, отразената и пречупената вълна. Тогава отношението {\displaystyle r={\frac {E_{r}}{E_{i}}}} се нарича амплитуден коефициент на отражение, а отношението {\displaystyle t={\frac {E_{t}}{E_{i}}}} е амплитуден коефициент на пропускане. С долен индекс {\displaystyle r_{s}}, {\displaystyle r_{p}}, {\displaystyle t_{s}}, {\displaystyle t_{p}} обозначаваме съответните амплитудни коефициенти за s- и p-поляризирани вълни.

## Формули

### Общ случай
{\displaystyle {\begin{aligned}r_{\text{s}}&={\frac {n_{1}\cos \theta _{\text{i}}-n_{2}\cos \theta _{\text{t}}}{n_{1}\cos \theta _{\text{i}}+n_{2}\cos \theta _{\text{t}}}},\\[3pt]t_{\text{s}}&={\frac {2n_{1}\cos \theta _{\text{i}}}{n_{1}\cos \theta _{\text{i}}+n_{2}\cos \theta _{\text{t}}}},\\[3pt]r_{\text{p}}&={\frac {n_{2}\cos \theta _{\text{i}}-n_{1}\cos \theta _{\text{t}}}{n_{2}\cos \theta _{\text{i}}+n_{1}\cos \theta _{\text{t}}}},\\[3pt]t_{\text{p}}&={\frac {2n_{1}\cos \theta _{\text{i}}}{n_{2}\cos \theta _{\text{i}}+n_{1}\cos \theta _{\text{t}}}}.\end{aligned}}}
където
{\displaystyle n_{1}} е показателят на пречупване на средата, от която пада вълната,
{\displaystyle n_{2}} е показателят на пречупване на средата, към която преминава вълната,
{\displaystyle \theta _{i}} – ъгъл на падане,
{\displaystyle \theta _{t}} – ъгъл на пречупване
Ъгълът на падане е свързан с ъгъла на пречупване чрез закона на Снел :
{\displaystyle n_{1}\sin \theta _{i}=n_{2}\sin \theta _{t}}
Тъй като светлината с различна поляризация се отразява по различен начин от повърхността, отразената светлина винаги е частично поляризирана, дори ако падащата светлина е неполяризирана. При определен ъгъл на падане, наречен ъгъл на Брюстер, отразеният лъч е напълно поляризиран. Неговата поляризация се оказва линейна, перпендикулярна на равнината на падане (т.е. условието {\displaystyle r_{p}=0} ). Ъгълът на Брюстер {\displaystyle \theta _{B}} зависи от съотношението на показателите на пречупване на средата, образуваща интерфейса, и може да се намери по формулата:
{\displaystyle \operatorname {tg} \theta _{B}={\frac {n_{2}}{n_{1}}}}
Коефициентите на отражение и пречупване на енергията могат да се изчислят по формулите:
{\displaystyle R=|r|^{2}}
{\displaystyle T={\frac {n_{2}\cos \theta _{t}}{n_{1}\cos \theta _{i}}}|t|^{2}}
- Зависимост на коефициентите на пропускане и отражение от ъгъла на падане на светлината
- от по-малко оптически плътна среда (въздух) към по-оптически плътна среда (стъкло)
- от по-оптически плътна среда (стъкло) към по-малко оптически плътна среда (въздух)

### Нормално падане
При нормално падане на светлината разликата между p- и s-поляризираните вълни изчезва. Тогава амплитудните коефициенти стават равни:
{\displaystyle r_{s}=-r_{p}={\frac {n_{1}-n_{2}}{n_{2}+n_{1}}},}
{\displaystyle t_{s}=t_{p}={\frac {2n_{1}}{n_{2}+n_{1}}}.}
Разликата в знаците на {\displaystyle r_{s}} и {\displaystyle r_{p}} се дължи на избора на посоките на векторите на интензитета на електрическото поле: в случай на p-поляризация, при нормално падане, векторите на падащите и отразените вълни се оказват насочени в противоположни посоки, а в случай на s-поляризация те остават еднопосочни.
Коефициенти на отражение и пречупване по енергия:
{\displaystyle R=\left|{\frac {n_{2}-n_{1}}{n_{2}+n_{1}}}\right|^{2},}
{\displaystyle T={\frac {4n_{1}n_{2}}{(n_{2}+n_{1})^{2}}}.}

## Граници на приложимост
Формулите на Френел са валидни, когато границата между двете среди е гладка, средата е изотропна, ъгълът на отражение е равен на ъгъла на падане и ъгълът на пречупване се определя от закона на Снелиус. В случай на неравна повърхност, особено когато характерните размери на неравностите са от порядъка на дължината на вълната, дифузното отражение на светлината върху повърхността е от голямо значение.